# John Scott (deportista)

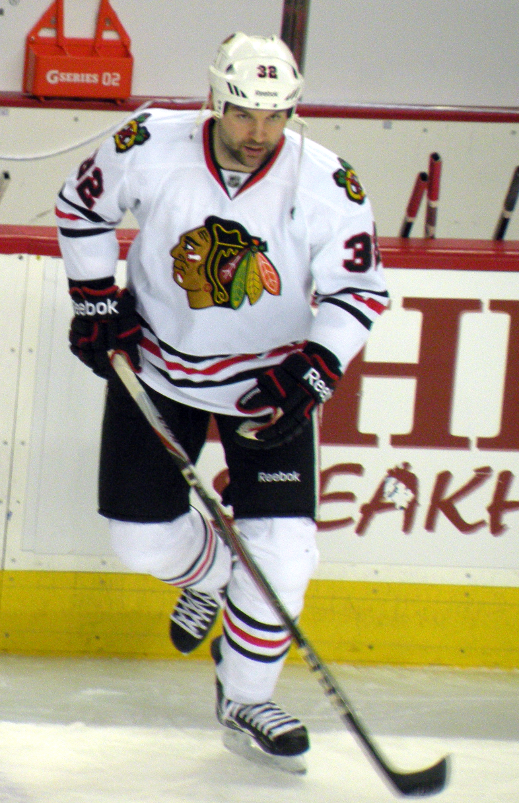
Scott con los Chicago Blackhawks en febrero de 2012

John Howard Scott (nacido el 26 de septiembre de 1982) es un jugador de hockey sobre hielo canadiense que juega de defensor/extremo para el equipo de St. John IceCaps, de la American Hockey League (AHL).
Anteriormente jugó para Minnesota Wild, Chicago Blackhawks, New York Rangers, San Jose Sharks, Buffalo Sabres y los Arizona Coyotes de la National Hockey League (NHL). Scott nació en Edmonton, Alberta, pero se crio en St. Catharines, Ontario. Se licenció en la Michigan Technological University en 2006.

## Vida personal
Scott tiene un grado de Ingeniería mecánica de Tecnología de Míchigan, donde jugó al hockey universitario con los Huskies. Está casado con Danielle y tiene dos hijas. Están a la espera de gemelos en 2016.

## Estadística de juego
| Estación regular | Estación regular       | Estación regular | Estación regular | Estación regular | Play off | Play off | Play off | Play off | Play off |    |     |     |
| Estación         | Equipo                 | Liga             | GP               | G                | Un       | Pts      | PIM      | GP       | G        | Un | Pts | PIM |
| ---------------- | ---------------------- | ---------------- | ---------------- | ---------------- | -------- | -------- | -------- | -------- | -------- | -- | --- | --- |
| 2001-02          | Congelación de Chicago | NAHL             | 53               | 4                | 8        | 12       |          |          |          |    |     |     |
| 2002-03          | Tecnología de Míchigan | WCHA             | 31               | 1                | 3        | 4        | 64       | —        | —        | —  | —   | —   |
| 2003-04          | Tecnología de Míchigan | WCHA             | 35               | 1                | 3        | 4        | 100      | —        | —        | —  | —   | —   |
| 2004-05          | Tecnología de Míchigan | WCHA             | 36               | 2                | 4        | 6        | 101      | —        | —        | —  | —   | —   |
| 2005-06          | Tecnología de Míchigan | WCHA             | 24               | 3                | 2        | 5        | 82       | —        | —        | —  | —   | —   |
| 2006-07          | Houston Aeros          | AHL              | 65               | 1                | 5        | 6        | 107      | —        | —        | —  | —   | —   |
| 2007-08          | Houston Aeros          | AHL              | 64               | 3                | 0        | 3        | 184      | 5        | 0        | 0  | 0   | 13  |
| 2008-09          | Minnesota Wild         | NHL              | 20               | 0                | 1        | 1        | 21       | —        | —        | —  | —   | —   |
| 2008-09          | Houston Aeros          | AHL              | 44               | 2                | 2        | 4        | 111      | —        | —        | —  | —   | —   |
| 2009-10          | Minnesota Salvaje      | NHL              | 51               | 1                | 1        | 2        | 90       | —        | —        | —  | —   | —   |
| 2010-11          | Chicago Blackhawks     | NHL              | 40               | 0                | 1        | 1        | 72       | 4        | 0        | 0  | 0   | 22  |
| 2011-12          | Chicago Blackhawks     | NHL              | 29               | 0                | 1        | 1        | 48       | —        | —        | —  | —   | —   |
| 2011-12          | New York Rangers       | NHL              | 6                | 0                | 0        | 0        | 5        | —        | —        | —  | —   | —   |
| 2012-13          | Buffalo Sabres         | NHL              | 34               | 0                | 0        | 0        | 69       | —        | —        | —  | —   | —   |
| 2013-14          | Buffalo Sabres         | NHL              | 56               | 1                | 0        | 1        | 125      | —        | —        | —  | —   | —   |
| 2014-15          | San Jose Sharks        | NHL              | 38               | 3                | 1        | 4        | 87       | —        | —        | —  | —   | —   |
| 2015-16          | Arizona Coyotes        | NHL              | 11               | 0                | 1        | 1        | 25       | —        | —        | —  | —   | —   |
| 2015-16          | St. John IceCaps       | AHL              | 4                | 0                | 0        | 0        | 6        | —        | —        | —  | —   | —   |
| NHL Totales      | NHL Totales            | NHL Totales      | 285              | 5                | 6        | 11       | 542      | 4        | 0        | 0  | 0   | 22  |

## Premios y consecuciones
| Premio                         | Año(s) otorgó                      |
| ------------------------------ | ---------------------------------- |
| NHL Todo-Juego de Estrella     | 2016 (Pacific capitán de División) |
| NHL Todo-Juego de Estrella MVP | 2016                               |
| NHL Estrella de la Semana      | 25-31 de enero de 2016             |